# Пакт Реріха
Пакт Реріха (відомий ще як Червоний Хрест Культури) — розроблений відповідно до законів міжнародного права й опублікований 1929 художником, письменником, ученим і громадським діячем
М. Реріхом «Пакт з охорони історичних пам'яток і культурних цінностей під час збройних конфліктів». 15 квітня 1935 у Вашингтоні представники 21 країни на чолі з президентом США Франкліном Делано Рузвельтом підписали Міжнародний договір про охорону Художніх і наукових накладів, Місій і Колекцій, відомий відтоді як Пакт Реріха.

## Джерело
- Короткий енциклопедичний словник з культури. — К. : Україна, 2003. — ISBN 966-524-105-2.